# Tagalog lumawigi
Tagalog lumawigi är en skalbaggsart som beskrevs av Hüdepohl 1987. Tagalog lumawigi ingår i släktet Tagalog och familjen långhorningar.
Artens utbredningsområde är Filippinerna. Inga underarter finns listade i Catalogue of Life.